# المياه المفتوحة 2: الجرف (فلم)
المياه المفتوحة 2: الجرف (بالإنجليزية: Open Water 2: Adrift) هو فيلم رعب تم إصداره في عام 2006. من بطولة إيريك دين وسوزان ماي برات. وبحسب الملصقات الترويجية فإن الفيلم يستند إلى أحداث حقيقية.

## ملخص القصة
يبدأ كل شيء عندما تخرج مجموعة من الأصدقاء في رحلة بحرية على متن يخت فاخر من أجل الاحتفال بتجمع أصدقاء المدرسة العليا ، تسير الرحلة بشكل طبيعي حتى يتعمق اليخت في المحيط ، فيقرر الأصدقاء النزول للسباحة قليلا في المياه ، وعندما يقفزون واحدا تلو الآخر ينسون إنزال السلم الذي سيصعدون منه لسطح اليخت من جديد ، يحاول الأصدقاء بشتى الطرق تسلق جدران اليخت لأعلى ، ولكن محاولاتهم كلها تبوء بالفشل ، ليجدوا أنفسهم عالقين على بعد كيلومترات من الشاطئ ، مع وجود طفلة أحدهم الرضيعة وحيدة فوق اليخت ، ومع مرور الوقت وتزايد الإجهاد تتحول الصداقة والتعاون إلى حرب حقيقية بين الأصدقاء القدامى من أجل النجاة .

## الممثلون
| الممثل              | الدور/الوظيفة |
| ------------------- | ------------- |
| ألي هيلز            | لورين         |
| كاميرون ريتشاردسن   | ميشيل         |
| إيريك دين           | دان           |
| سوزان ماي برات      | ايمي          |
| كيلي واغنر          | ايريكا        |
| ريتشارد سبيت جونيور | جاميس         |

## روابط خارجية
- مقالات تستعمل روابط فنية بلا صلة مع ويكي بيانات